# 동맹국 (제1차 세계 대전)

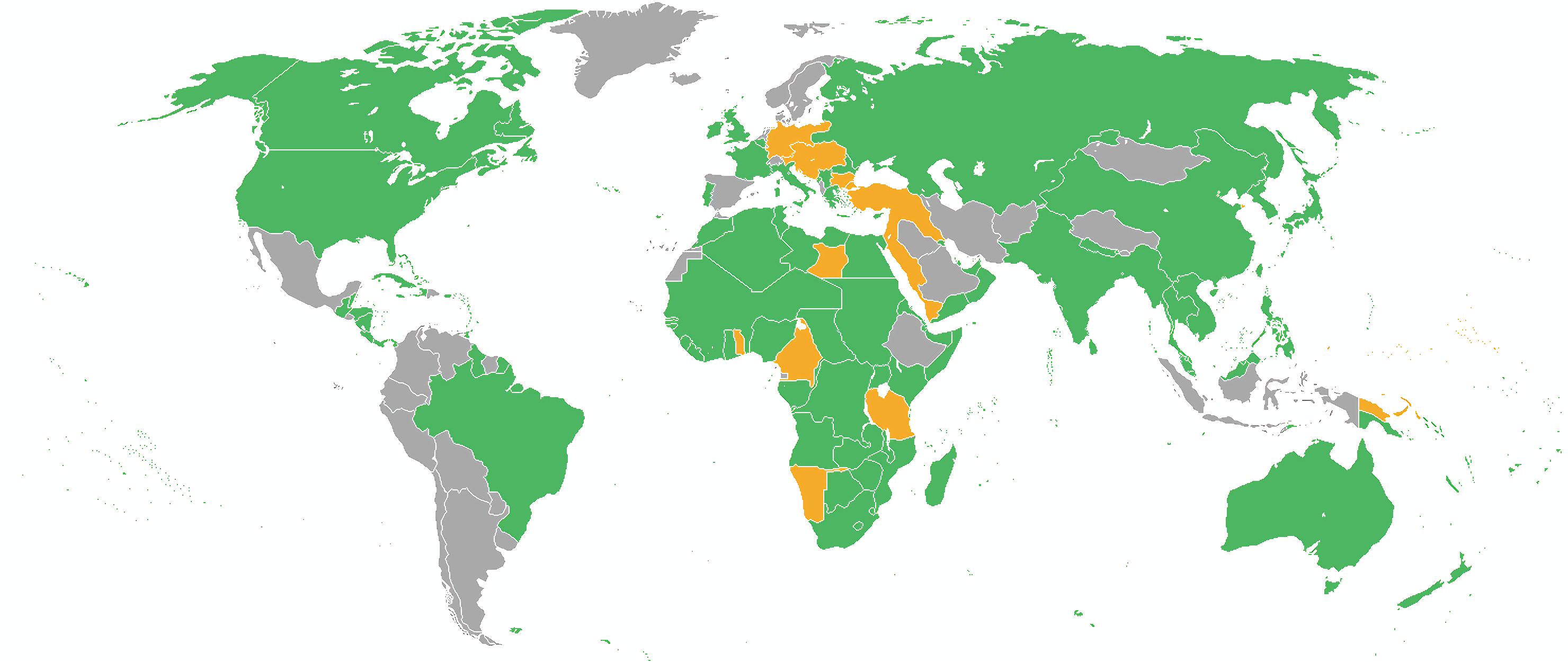
제1차 세계 대전의 참전국
연합국 (협상국, 식민지 포함)
동맹국 (식민지 포함)
중립국

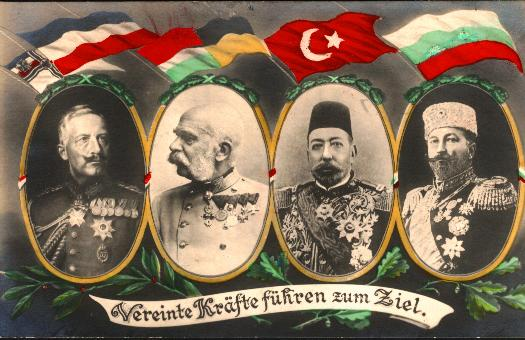
제1차 세계 대전에서 동맹국 진영에 참전한 국가의 군주를 소재로 한 엽서. 왼쪽에서부터 오른쪽으로 독일 제국의 빌헬름 2세 황제, 오스트리아-헝가리 제국의 프란츠 요제프 1세 황제, 오스만 제국의 메흐메트 5세 술탄, 불가리아 왕국의 페르디난드 1세 국왕이다.

동맹국은 제1차 세계 대전에서 연합국(협상국)의 반대 진영에 섰던 국가를 가리키는 용어이다.
독일 제국, 오스트리아-헝가리 제국, 오스만 제국, 불가리아 왕국 간의 동맹 관계를 가리키는 용어로서 중앙열강(독일어: Mittelmächte 미텔메히테[*], 헝가리어: Központi hatalmak 쾨즈폰티 허털머크[*], 튀르키예어: İttifak Devletleri 이티파크 데블레틀레리[*], 불가리아어: Централни сили 첸트랄니 실리)이라고 부르기도 한다. 중앙열강은 연합국(협상국) 진영에 섰던 러시아 제국의 서쪽, 영국·프랑스의 동쪽에 있다고 하여 유래된 이름이다.

## 동맹국
- 독일 제국(1914년8월1일)
- 오스트리아-헝가리(1914년7월28일)
- 오스만 제국(1914년10월29일)
- 불가리아 왕국(1915년10월14일)

## 휴전과 조약
| 나라              | 날짜             |
| ----------------- | ---------------- |
| 불가리아 왕국     | 1918년 9월 29일  |
| 오스만 제국       | 1918년 10월 30일 |
| 오스트리아-헝가리 | 1918년 11월 4일  |
| 독일 제국         | 1918년 11월 11일 |

| 나라                   | 조약                  |
| ---------------------- | --------------------- |
| 오스트리아             | 생제르맹 조약         |
| 불가리아 왕국          | 뇌이 조약             |
| 바이마르 공화국 (독일) | 베르사유 조약         |
| 헝가리 왕국            | 트리아농 조약         |
| 오스만 제국 튀르키예   | 세브르 조약 로잔 조약 |

## 같이 보기
- 제1차 세계 대전
- 추축국
- 연합국 (제1차 세계 대전)